# Champ équiprojectif
Dans un espace affine euclidien {\displaystyle E}, un champ de vecteurs {\displaystyle ({\overrightarrow {V_{P}}})_{P\in E}} est équiprojectif si :
{\displaystyle \forall P\in E,\forall Q\in E,({\overrightarrow {V_{P}}}|{\overrightarrow {PQ}})=({\overrightarrow {V_{Q}}}|{\overrightarrow {PQ}})}
où {\displaystyle (\cdot |\cdot )} désigne le produit scalaire.
Il existe alors un endomorphisme antisymétrique {\displaystyle u} tel que :
{\displaystyle \forall P\in E,\forall Q\in E,{\overrightarrow {V_{Q}}}={\overrightarrow {V_{P}}}+u({\overrightarrow {PQ)}}}.
Cette notion est utilisée en physique, voir Équiprojectivité en physique.

## Démonstration de l'existence de l'endomorphisme

### Antisymétrie
Soit {\displaystyle O} un point arbitraire de {\displaystyle E}. Pour tout vecteur {\displaystyle {\overrightarrow {x}}}, il existe un unique point {\displaystyle P} tel que {\displaystyle {\overrightarrow {x}}={\overrightarrow {OP}}} et on définit {\displaystyle u} par {\displaystyle u({\overrightarrow {x}})={\overrightarrow {V_{P}}}-{\overrightarrow {V_{O}}}}.
Montrons que, pour tous vecteurs {\displaystyle {\overrightarrow {x}}={\overrightarrow {OP}}} et {\displaystyle {\overrightarrow {y}}={\overrightarrow {OQ}}}, on a :
{\displaystyle (u({\overrightarrow {x}})|{\overrightarrow {y}})=-({\overrightarrow {x}}|u({\overrightarrow {y}}))}
ce qui prouve l'antisymétrie de {\displaystyle u}.
On a en effet :
{\displaystyle (u({\overrightarrow {x}})|{\overrightarrow {y}})=({\overrightarrow {V_{P}}}-{\overrightarrow {V_{O}}}|{\overrightarrow {OQ}})=({\overrightarrow {V_{P}}}|{\overrightarrow {OQ}})-({\overrightarrow {V_{O}}}|{\overrightarrow {OQ}})}
{\displaystyle =({\overrightarrow {V_{P}}}|{\overrightarrow {OQ}})-({\overrightarrow {V_{Q}}}|{\overrightarrow {OQ}})} en utilisant l'équiprojectivité du champ {\displaystyle V}
{\displaystyle =({\overrightarrow {V_{P}}}|{\overrightarrow {OP}}+{\overrightarrow {PQ}})-({\overrightarrow {V_{Q}}}|{\overrightarrow {OQ}})}
{\displaystyle =({\overrightarrow {V_{P}}}|{\overrightarrow {OP}})+({\overrightarrow {V_{P}}}|{\overrightarrow {PQ}})-({\overrightarrow {V_{Q}}}|{\overrightarrow {OQ}})}
{\displaystyle =({\overrightarrow {V_{P}}}|{\overrightarrow {OP}})+({\overrightarrow {V_{Q}}}|{\overrightarrow {PQ}})-({\overrightarrow {V_{Q}}}|{\overrightarrow {OQ}})} en utilisant de nouveau l'équiprojectivité.
Si on échange les rôles de {\displaystyle {\overrightarrow {x}}} et {\displaystyle {\overrightarrow {y}}}, on obtiendra :
{\displaystyle ({\overrightarrow {x}}|u({\overrightarrow {y}}))=(u({\overrightarrow {y}})|{\overrightarrow {x}})=({\overrightarrow {V_{Q}}}|{\overrightarrow {OQ}})+({\overrightarrow {V_{P}}}|{\overrightarrow {QP}})-({\overrightarrow {V_{P}}}|{\overrightarrow {OP}})}
On obtient bien :
{\displaystyle (u({\overrightarrow {x}})|{\overrightarrow {y}})=-({\overrightarrow {x}}|u({\overrightarrow {y}}))}

### Linéarité
On déduit de l'antisymétrie que {\displaystyle u} est linéaire. En effet, pour tout {\displaystyle {\overrightarrow {x}}}, {\displaystyle {\overrightarrow {y}}}, {\displaystyle \lambda }, on a :
{\displaystyle \left(u\left(\lambda {\overrightarrow {x}}\right)|{\overrightarrow {y}}\right)=-(\lambda {\overrightarrow {x}}|u({\overrightarrow {y}}))=-\lambda ({\overrightarrow {x}}|u({\overrightarrow {y}}))=\lambda (u({\overrightarrow {x}})|{\overrightarrow {y}})=(\lambda u({\overrightarrow {x}})|{\overrightarrow {y}})}
Cette égalité étant vraie pour tout {\displaystyle {\overrightarrow {y}}}, on en déduit que :
{\displaystyle u\left(\lambda {\overrightarrow {x}}\right)=\lambda u\left({\overrightarrow {x}}\right)}
On procède de même pour montrer que :
{\displaystyle u({\overrightarrow {x}}+{\overrightarrow {x'}})=u({\overrightarrow {x}})+u({\overrightarrow {x'}})}

## Cas de la dimension 3, torseur
Dans une base orthonormée directe, {\displaystyle u}, étant un endomorphisme antisymétrique, possède une matrice antisymétrique
Si on nomme {\displaystyle {\overrightarrow {\Omega }}} le vecteur de composantes {\displaystyle {\begin{pmatrix}a\\b\\c\end{pmatrix}}}, alors la matrice précédente est celle de l'application {\displaystyle {\overrightarrow {x}}\mapsto {\overrightarrow {\Omega }}\wedge {\overrightarrow {x}}}.
On a donc {\displaystyle \forall {\overrightarrow {x}},u({\overrightarrow {x}})={\overrightarrow {\Omega }}\wedge {\overrightarrow {x}}} et donc 
{\displaystyle {\overrightarrow {V_{Q}}}={\overrightarrow {V_{P}}}+{\overrightarrow {\Omega }}\wedge {\overrightarrow {PQ}}}
{\displaystyle ({\overrightarrow {V_{P}}})_{P\in E}} est le champ des moments d'un torseur de résultante {\displaystyle {\overrightarrow {\Omega }}}.

## Exemple
L'exemple typique de champ équiprojectif en dimension 3 est le champ des vitesses d'un solide en mouvement. En effet, si {\displaystyle P} et {\displaystyle Q} sont deux points du solide, et si on note {\displaystyle d} la distance entre {\displaystyle P} et {\displaystyle Q}, on a :
{\displaystyle \|{\overrightarrow {PQ}}\|^{2}=d^{2}=\left({\overrightarrow {PQ}}|{\overrightarrow {PQ}}\right)}
et en dérivant par rapport au temps :
{\displaystyle \left({\overrightarrow {V_{Q}}}-{\overrightarrow {V_{P}}}|{\overrightarrow {PQ}}\right)=0}
où {\displaystyle {\overrightarrow {V}}} désigne la vitesse en un point.
Le champ des vitesses est donc un torseur. Le vecteur {\displaystyle {\overrightarrow {\Omega }}} s'appelle vecteur instantané de rotation.